# Ooh Aah... Just a Little Bit
Chansons représentant le Royaume-Uni au Concours Eurovision de la chanson
Love City Groove
(1995) Love Shine a Light
(1997)
Ooh Aah... Just a Little Bit est la chanson de la chanteuse australienne Gina G qui représente le Royaume-Uni au Concours Eurovision de la chanson 1996 à Oslo, en Norvège.

## Eurovision 1996
La chanson est présentée en 1996 à la suite d'une sélection interne.
Elle participe directement à la finale du Concours Eurovision de la chanson 1996, le 18 mai 1996, le Royaume-Uni faisant partie du "Big 5".